# Deosergestes seminudus
Deosergestes seminudus is een tienpotigensoort uit de familie van de Sergestidae. De wetenschappelijke naam van de soort is voor het eerst geldig gepubliceerd in 1919 door Hansen.